# Osterfeld
Osterfeld é um município da Alemanha, situado no distrito de Burgenlandkreis, no estado de Saxônia-Anhalt. Tem 27,61 km² de área, e sua população em 2019 foi estimada em 2.447 habitantes.